# City of Stars
"City of Stars"는 《라라랜드》에서 라이언 고즐링과 엠마 스톤이 부른 곡이다. 이 곡은 저스틴 허위츠가 작곡하고 벤제이 파섹, 저스틴 폴이 작사를 하였다. 골든 글로브상 주제가상
과 제89회 아카데미상 아카데미 주제가상을 수상했다.

## 배경
영화에서 이 곡은 헤르모사 비치 피어에서 춤을 추며 노래를 부르는 세바스티안 역을 맡은 라이언 고슬링이 처음 불렀다. 이후 영화에서 세바스티안이 키스(존 레전드)의 밴드와 함께 투어 준비를 하는 동안에 세바스티안과 미아 (엠마 스톤)이 불렀다.